# Ставовиці
Ставовиці (пол. Stawowice) — село в Польщі, у гміні Парадиж Опочинського повіту Лодзинського воєводства.
Населення — 355 осіб (2011).
У 1975-1998 роках село належало до Пйотрковського воєводства.

## Демографія
Демографічна структура станом на 31 березня 2011 року:
|          | Загалом | Допрацездатний вік | Працездатний вік | Постпрацездатний вік |
| -------- | ------- | ------------------ | ---------------- | -------------------- |
| Чоловіки | 180     | 38                 | 118              | 24                   |
| Жінки    | 175     | 47                 | 87               | 41                   |
| Разом    | 355     | 85                 | 205              | 65                   |